# Daniela Campuzano
Daniela Campuzano Chávez Peón (* 21. Oktober 1986 in Mexiko-Stadt) ist eine ehemalige mexikanische Mountainbikerin, die im Cross-Country aktiv war.

## Sportlicher Werdegang
Campuzano kam in Mexiko-Stadt zur Welt, allerdings zogen ihre Eltern bald darauf nach Tulancingo im Bundesstaat Hidalgo, wo sie aufwuchs.  Ab 1998 fuhr sie wettkampfmäßig Mountainbike.
2008 gewann Campuzano das U23-Rennen bei den Panamerika-Meisterschaften im Cross-Country XCO. Sie fuhr in dieser Zeit auch Cross-Triathlon in der Xterra-Serie, wo sie zwei dritte Plätze in der mexikanischen Ausgabe holte. Zugleich studierte sie und erreichte eine Licenciatura  in Biologie. 2011 gewann Campuzano die mexikanischen Meisterschaften im XCO; sie sollte diesen Titel bis 2023 dreizehn Mal in ununterbrochener Reihenfolge holen. International hatte sie bei Wettkämpfen auf dem amerikanischen Kontinent viele Erfolge: Sechsmal war sie zwischen 2012 und 2022 Panamerika-Meisterin im XCO, dreimal in Folge (2014, 2018, 2023) gewann sie die Zentralamerika- und Karibikspiele in ihrem Sport, und 2019 holte sie die Goldmedaille bei den Panamerikanischen Spielen.
Zweimal trat Campuzano bei Olympischen Spielen an; 2016 wie 2021 belegte sie im Mountainbikerennen jeweils den 16. Platz. 2016 trug sie die mexikanische Fahne bei der Eröffnungsfeier.
Ihr 12. Platz bei den Mountainbike-Weltmeisterschaften 2015 in Vallnord war ihre beste WM-Platzierung. Auch sonst lag ihr der Parcours von Vallnord: 2016 und 2019 hatte sie dort im UCI-Mountainbike-Weltcup ihre einzigen Top-Ten-Ergebnisse, wobei sie 2019 mit einem vierten Platz nur knapp das Podium verfehlte. 2022 und 2023 holte Campuzano ihre letzten Siege bei mexikanischen Meisterschaften, die aufgrund von Querelen zwischen dem nationalen Verband und der UCI nicht im internationalen Kalender eingetragen waren. Im Anschluss an die Panamerikanischen Spiele 2023, wo sie nach einem Sturz den 16. Platz einnahm, verkündete sie ihr Karriereende.

## Erfolge
2008
 Panamerika-Meisterin – XCO (U23)
2009
 Panamerika-Meisterin – Staffel
2011
 Mexikanische Meisterin – XCO
2012
 Panamerika-Meisterin – XCO
 Mexikanische Meisterin – XCO
2013
 Mexikanische Meisterin – XCO
2014
 Panamerika-Meisterin – XCO
 Mexikanische Meisterin – XCO
 Zentralamerika- und Karibikspiele – XCO
2015
 Panamerika-Meisterin – XCO
 Mexikanische Meisterin – XCO
2016
 Panamerika-Meisterin – XCO
 Mexikanische Meisterin – XCO
2017
 Mexikanische Meisterin – XCO
 Panamerika-Meisterin – Staffel
 Panamerika-Meisterschaften – XCO
2018
 Mexikanische Meisterin – XCO
 Zentralamerika- und Karibikspiele – XCO
 Panamerika-Meisterschaften – XCO
2019
 Mexikanische Meisterin – XCO
 Panamerikanische Spiele – XCO
 Panamerika-Meisterin – Staffel
 Panamerika-Meisterschaften – XCO
2020
 Mexikanische Meisterin – XCO
2021
 Panamerika-Meisterin – XCO
 Panamerika-Meisterschaften – XCC
 Mexikanische Meisterin – XCO, XCC
2022
 Panamerika-Meisterin – XCO, XCC, Staffel
 Mexikanische Meisterin – XCO, XCC
2023
 Mexikanische Meisterin – XCO
 Zentralamerika- und Karibikspiele 2023 – XCO
 Panamerika-Meisterschaften – Staffel